# Monti Pensacola
I Monti Pensacola (in lingua inglese: Pensacola Mountains) sono un vasto gruppo di catene montuose che fanno parte dei Monti Transantartici, situati nella Terra della Regina Elisabetta, in Antartide.

## Geografia
I monti si estendono per circa 450 km in direzione nordest-sudovest. La catena principale include una serie di sottocatene, tra cui:  Argentina Range, Forrestal Range, Dufek Massif, Cordiner Peaks, Neptune Range, Patuxent Range, Rambo Nunataks e Pecora Escarpment. I gruppi montuosi si trovano a cavallo del vasto Foundation Ice Stream e del Ghiacciaio Support Force che fluiscono in direzione nord fino alla Piattaforma di ghiaccio Filchner-Ronne.

## Denominazione
La catena montuosa fu scoperta e fotografata il 13 gennaio 1956 nel corso di un volo transcontinentale nonstop dai membri dell'Operazione Deep Freeze I  della U.S. Navy in volo dal Canale McMurdo al Mar di Weddel e ritorno. La catena è stata mappata dettagliatamente dall'United States Geological Survey (USGS) sulla base di rilevazioni e foto aeree scattate dalla U.S. Navy nel periodo 1956-67.
La denominazione è stata assegnata dall'Advisory Committee on Antarctic Names (US-ACAN) in onore della U.S. Naval Air Station di Pensacola in Florida, per onorare il ruolo storico svolto da questa base nell'addestramento degli aviatori della U.S. Navy. 

## Geologia
Geologicamente i Monti Pensacola erano originariamente contigui con la Sierra de la Ventana in prossimità di Bahía Blanca in Argentina, con la Cintura di pieghe del Capo in Sudafrica, con i monti Ellsworth nell'Antartide occidentale e con l'Orogenesi Hunter-Bowen nell'Australia orientale.

## Punti di interesse geografico
I principali punti di interesse geografico includono:

### Neptune Range
Vette principali
- Astro Peak (83°29′S 57°00′W).[2]
- Monte Dasinger  (83°13′S 55°03′W).[3]
- Monte Torbert (83°30′S 54°25′W).[4]

Punti di interesse geografico
- Gillies Rock (83°07′S 54°45′W).[5]

#### Williams Hills
- Monte Hobbs
- Pillow Knob
- Roderick Valley
- Teeny Rock

#### Schmidt Hills
- Monte Coulter
- Monte Gorecki
- Monte Nervo
- Pepper Peak
- Robbins Nunatak
- Wall Rock

Altri punti di interesse geografico
- Baker Ridge
- Barnes Icefalls
- Bennett Spires
- Berquist Ridge
- Brown Ridge
- Childs Glacier
- Drury Ridge
- Elbow Peak
- Elliott Ridge
- Elmers Nunatak
- Final Rock
- Foundation Ice Stream
- Gale Ridge
- Gambacorta Peak
- Hannah Ridge
- Heiser Ridge
- Hill Nunatak
- Hinckley Rock
- Hudson Ridge
- Jones Valley
- Kaminski Nunatak
- Kinsella Peak
- Loren Nunataks
- Madey Ridge
- Meads Peak
- Median Snowfield
- Miller Valley
- Mount Bragg
- Mount Cowart
- Mount Dover
- Mount Ege
- Mount Feldkotter
- Mount Hawkes
- Mount Kaschak
- Mount Moffat
- Neith Nunatak
- Nelson Peak
- Patrick Nunatak
- Ramsey Cliff
- Rivas Peaks
- Seay Nunatak
- Seely Ridge
- Serpan Peak
- Spanley Rocks
- Torbert Escarpment
- Washington Escarpment
- Webb Nunataks
- West Prongs
- Wiens Peak

### Forrestal Range
Vette principali
- Abele Spur (83°13′S 51°05′W).[6]
- Blount Nunatak (83°16′S 51°19′W).[7]
- Cooke Crags (83°10′S 50°43′W).[8]
- Monte Lechner 83°14′S 50°55′W.[9]
- Watts Summit (83°12′S 50°31′W).[10]
- Monte Zirzow (83°08′S 49°06′W).[11]

Caratteristiche geografiche importanti
- Lexington Table (83°05′S 49°45′W).[12]
- Saratoga Table (83°20′S 50°30′W).[13]

Altre caratteristiche geografiche
- Ackerman Nunatak
- Beiszer Nunatak
- Burmester Dome
- Butler Rocks
- Camp Spur
- Chambers Glacier
- Coal Rock
- Creaney Nunataks
- Crouse Spur
- Dyrdal Peak
- Erlanger Spur
- Fierle Peak
- Ford Ice Piedmont
- Franko Escarpment
- Gabbro Crest
- Grob Ridge
- Haskill Nunatak
- Henderson Bluff
- Herring Nunataks
- Hodge Escarpment
- Huie Cliffs
- Kent Gap
- Kovacs Glacier
- Lance Rocks
- Larson Nunataks
- Magnetite Bluff
- Mathis Spur
- May Valley
- McCauley Rock
- Median Snowfield
- Mount Hook
- Mount Hummer
- Mount Malville
- Mount Mann
- Mount Stephens
- Ray Nunatak
- Ritala Spur
- Ronald Rock
- Sallee Snowfield
- Sheriff Cliffs
- Skidmore Cliff
- Sorna Bluff
- Support Force Glacier
- Thompo Icefall
- Vanguard Nunatak
- Vigen Cliffs

### Patuxent Range

#### Principali elementi di interesse geografico
- O'Connell Nunatak (84°43′S 65°08′W).[14]
- Shurley Ridge (84°54′S 65°23′W).[15]
- Monte Tolchin (85°06′S 65°12′W).[16]
- Monte Warnke (84°20′S 64°55′W).[17]
- Monte Yarbrough (84°24′S 66°00′W).[18]

#### Anderson Hills
- Clark Ridge
- King Ridge
- Mount Cross
- Mount Lowry
- Mount Bruns
- Mount Murch
- Mount Stroschein
- Mount Suydam
- Mount Whillans
- Mount Woods
- MacNamara Glacier
- Weber Ridge
- Wrigley Bluffs

#### Thomas Hills
- MacNamara Glacier
- Martin Peak
- Nance Ridge

#### Altri punti di interesse geografico
- Bennett Spires
- Bessinger Nunatak
- Blake Rock
- Brazitis Nunatak
- Brooks Nunatak
- Brown Ridge
- DesRoches Nunataks
- DeWitt Nunatak
- Foundation Ice Stream
- Houk Spur
- Lawrence Nunatak
- Lekander Nunatak
- Mackin Table
- Mount Bragg
- Mount Campleman
- Mount Dover
- Mount Dumais
- Mount Wanous
- Mount Weininger
- Natani Nunatak
- Patuxent Ice Stream
- Pecora Escarpment
- Phillips Nunatak
- Pierce Peak
- Plankington Bluff
- Postel Nunatak
- Snake Ridge
- Stout Spur
- Sullivan Peaks
- White Nunataks

### Argentina Range

#### Schneider Hills
- Lisignoli Bluff
- Pujato Bluff
- Ruthven Bluff
- Sosa Bluff

#### Panzarini Hills
- Arcondo Nunatak
- Areta Rock
- Giró Nunatak
- Mount Ferrara
- Mount Spann
- Suarez Nunatak
- Vaca Nunatak

#### Altre caratteristiche
- Blackwall Ice Stream
- Recovery Glacier
- San Martín Glacier
- Support Force Glacier
- Whichaway Nunataks

### Cordiner Peaks
- Jaburg Glacier
- Jackson Peak
- Rosser Ridge
- Sumrall Peak

### Rambo Nunataks
- Blackburn Nunatak
- Kuhn Nunatak
- Möller Ice Stream
- Oliver Nunatak
- Sowle Nunatak
- Wagner Nunatak

### Pecora Escarpment
- Damschroder Rock
- Horton Ledge
- Lulow Rock
- Patuxent Ice Stream

### Dufek Massif

#### Boyd Escarpment
- Bennett Spur
- Cox Nunatak
- Rankine Rock

#### Altre caratteristiche
- Alley Spur
- Aughenbaugh Peak
- Brown Nunataks
- Cairn Ridge
- Carlson Buttress
- Clemons Spur
- Clinton Spur
- Czamanske Ridge
- Davis Valley
- Edge Glacier
- Enchanted Valley
- England Peak
- Ford Ice Piedmont
- Forlidas Pond
- Forlidas Ridge
- Foundation Ice Stream
- Frost Spur
- Hannah Peak
- Jaburg Glacier
- Jaeger Table
- Kelley Spur
- Kistler Valley
- Lewis Spur
- Neuburg Peak
- Nutt Bluff
- Petite Rocks
- Preslik Spur
- Pyroxenite Promontory
- Rautio Nunatak
- Sallee Snowfield
- Sapp Rocks
- Spear Spur
- The Organ Pipes
- Tranquillity Valley
- Walker Peak
- Welcome Pass
- Worcester Summit
- Wujek Ridge

### Altri elementi di interesse geografico della catena principale
- Academy Glacier
- Edge Rocks
- Ferrell Nunatak
- Ford Massif
- Himmelberg Hills
- Iroquois Plateau
- Kester Peaks
- Monte Soza
- Taylor Nunatak